# Роже, Питер Марк
Питер Марк Роже (англ. Peter Mark Roget; 18 января 1779, Сохо, Лондон, Англия — 12 сентября 1869, Вест Малверн, Вустершир) — британский врач, энциклопедист, лексикограф, естественный теолог. Изобретатель.

## Биография
Швейцарского происхождения. Родился в семье пастора французской протестантской церкви. Окончил Эдинбургский университет, в 19 лет получил диплом врача. Работал медиком в Манчестере. В 1808 году переехал в Лондон, где служил врачом в испанском посольстве и профессором физиологии в Russel Institution.
Роже был одним из основателей в 1805 году Лондонского медицинского и хирургического общества, которое впоследствии стало Королевским медицинским обществом. Был принят в члены Королевского общества. С 1827 по 1849 год — секретарь Королевского общества.
В 1840 году оставил врачебную практику и стал заниматься работой над различными проектами. После увольнения с должности секретаря Королевского общества полностью посвятил себя лексикографии.

## Научная деятельность
Питер Марк Роже — один из создателей логарифмической линейки и карманных шахмат (1845).
Поставив целью своей жизни создание специального словаря для философов, который он назвал словом Тезаурус от латинского thesaurus — «сокровищница», в 1805 году составил и в 1852 году опубликовал «Тезаурус Роже», который оказался очень успешным, до его смерти словарь переиздавался 28 раз. В этом словаре все слова и понятия, описывающие наш мир, были разбиты на 1000 смысловых категорий.
Впоследствии этим Тезаурусом и другими подобными словарями стали пользоваться в основном писатели для поиска синонимов и близких по значению слов. И само слово тезаурус стало нарицательным, означающим «словарь синонимов». В наше время, для задач Искусственного Интеллекта, связанных с построением логической модели мира, первоначальный философский смысл тезаурусов вообще и самого первого Тезауруса в частности, вновь выходит на первый план.
Кроме того, Роже — автор многочисленных работ по физиологии и здравоохранению, среди которых пятый трактат Bridgewater Treatise, Animal and Vegetable Physiology considered with reference to Natural Theology (1834), двухтомная работа по френологии (1838) и статьи для нескольких изданий «Энциклопедия Британника».